# 田村吾郎
田村 吾郎（たむら ごろう、1979年 - ）は日本のクリエイティブプロデューサー。東京工科大学デザイン学部准教授。博士（美術）。演出家。ラリードライバー。

## 来歴
1979年に群馬県前橋市にて出生。受験予備校・高崎美術学院を経て、2007年に東京芸術大学大学院美術研究科博士課程修了後、東京芸術大学美術学部デザイン科教育研究助手に就任。2010年より、東京芸術大学大学美術学部講師、東京工科大学デザイン学部准教授。RamAir.LLC代表、WONDER VISION株式会社顧問、株式会社トムス エグゼブティブアドバイザー、横浜WEBステージ クリエイティブディレクター、シティサーキット東京ベ 総合プロデューサー、2024年より全日本ラリー選手権JN2クラスにCUSCO Racingよりドライバーとして参戦。

## 略歴
群馬県生まれ。受験予備校・高崎美術学院を経て、美大に入学。
- 2002年 東京芸術大学美術学部デザイン科卒業。
- 2004年 東京芸術大学大学院美術研究科修士課程修了。
- 2007年 東京芸術大学大学院美術研究科博士課程修了。東京芸術大学美術学部デザイン科教育研究助手。
- 2008年 ラムエア合同会社（RamAir.LLC）を設立し代表社員。
- 2008年 東京工科大学デザイン学部講師。
- 2010年 東京芸術大学美術学部講師を退職。
- 2015年 Wonder Vision Techno Laboratory株式会社を設立し顧問に就任。
- 2019年 総務省地域活性化アドバイザー。
- 2021年 東京工科大学デザイン学部准教授。。
- 2020年 トムスエグゼクティブアドバイザー。
- 2020年 横浜WEBステージ クリエイティブディレクター。
- 2023年 CityCircuitTokyoBay 総合プロデューサー。
- 2024年 デジタル庁デジタル推進委員。

## 主な作品

### 音楽
- 和楽の美、新曲「浦島」（2007年／東京藝術大学奏楽堂）
- ブラームス「美しきマゲローネの物語」（2008年／トッパンホール）
- 和楽の美、「平家の物語」前編（2008年／東京藝術大学奏楽堂）
- ブラームス「美しきマゲローネの物語」（2008年／ミュンヘン）
- シューベルト「冬の旅」（2008年／ソノリウム）
- モンテヴェルディ「ポッペアの戴冠」（2008年／新国立劇場）
- 児玉桃「メシアンプロジェクト」（2008年／さいたま芸術劇場、フィリアホール）
- 和楽の美、「平家の物語」後編（2009年／東京藝術大学奏楽堂）
- 三枝成彰「オペラ忠臣蔵」（2010年／オーチャードホール）
- 東京・春・音楽祭「語りと音楽」（2010年／東京文化会館）
- 三枝成彰「六本木男性合唱団　最後の手紙」（2010年／サントリーホール）
- 和楽の美、「南都の夢・悟空ひとり旅」（2010年／東京藝術大学奏楽堂）
- 「トッパンニューイヤーコンサート」（2011年／トッパンホール）
- 東京・春・音楽祭「ワーグナーシリーズ「ローエングリン」※東日本大震災発災のため中止（2011年／東京文化会館）
- 三枝成彰「六本木男性合唱団最後の手紙」（2011年／サントリーホール）
- 「東京文化会館 50周年記念ガラコンサート」（2011年／東京文化会館）
- 三枝成彰「The Last Massage」（2011年／ヴィクトリアホール／ジュネーブ）
- 和楽の美、「南都の夢　韓国めぐり」（2012年／東京藝術大学奏楽堂）
- 東京・春・音楽祭「ワーグナーシリーズ「タンホイザー」（2012年／東京文化会館）
- リーム「猟区」（2012年／東京藝術大学奏楽堂）
- 三枝成彰「六本木男性合唱団最後の手紙」（2012年／サントリーホール）
- 和楽の美、「悟空と九尾の狐」（2012年／東京藝術大学奏楽堂）
- 目で観る音楽、ヴィヴァルディ「四季」（2012年／ベイシア文化ホール）
- 石丸幹二の語りで聴く「くるみ割り人形」（2013年／調布音楽祭）
- 日本フィルハーモニー交響楽団 [MPS 西本智実×田村吾郎]、Vol.1「くるみ割り人形」（2013年／サントリーホール）
- 目で観る音楽、プロコフィエフ「ピーターと狼」（2013年／ベイシア文化ホール）
- トヨタコミュニティコンサート「トスカ」（2014年／アクロス福岡）
- 佐藤俊介の現在（いま）Vol.1 奏でる身体（2015年／彩の国さいたま芸術劇場）
- 吉田誠 ”五つの記憶” 第1回「旅立ち」（2015年／王子ホール）
- 吉田誠 ”五つの記憶” 第2回「灯り」（2015年／王子ホール）
- トヨタコミュニティコンサート「トスカ」（201年／昌賢学園まえばしホール）
- 辰巳琢郎「椿姫ハイライト」（2017年／三鷹市芸術文化センター）
- 東京・春・音楽祭「ローエングリン」（2018年／東京文化会館）
- 吉田誠 ”五つの記憶” 第3回「収穫」（2015年／王子ホール）
- 文化庁 日本博「万葉の時代へといざなう雅楽」（2019年／上野国分寺跡）
- 文化庁 日本博《SENJU CUBE》（2020年／高崎芸術劇場）
- ローム ミュージック フェスティバル 2021《椿姫》（2021年／ロームシアター京都）

## 講演会
- 文化ボランティア講座「音楽を目で聴く」（2017年／三原市文化センター）
- 「第３回羽倉賞受賞記念講演会」（2021年／オンライン）
- 日本音楽芸術マネジメント学会（2021年／オンライン）
- 群馬県《Art×Biz》（2021年／群馬県庁）
- 「Gravity Challenge」（2021年／デロイトトーマツ）
- 「他分野融合で目指すイノベーションとセレンデイピティ」（2022年／ブリヂストン本社）
- 内閣府・前橋市:《交通テック×脳テック》の取り組み（2022年／前橋市役所）
- 武蔵野市 秋麗フェスタ《孤高の達人が語る　その世界》（2022年／武蔵野市民文化会館）
- 文化庁《大学における文化芸術推進事業:音楽で社会課題を解決する》（2022年／昭和音楽大学）
- 中野区の交通《未来のモビリティ》（2023年／中野区役所）
- UPDATE EARTH 2024:モビリティと都市の新しい関係（2024年／日本トーターグリーンドーム前橋）

### ほか
- バッハ・コレギウム・ジャパン（BCJ）アートディテクター
- 調布音楽祭アートディレクター（2013年）
- サラマンカホール アートディレクター
- 六本木ヒルズ「White Walk」アートディレクション（2014年／六本木ヒルズ）
- 小菅優「Four Elements」アートディレクション
- 八王子市制100周年記念プロジェクションマッピング　監督、総合演出（2017年／八王子市）
- 横浜WEBステージ　クリエイティブデイレクター（2020年〜）